# Inhibitoren im Calcitonin-Gene-Related-Peptide-Signalweg
- AC = Adenylatcyclase
- CALCRL = Calcitonin receptor-like receptor (Calcitonin-Rezeptor-ähnlicher Rezeptor),
- cAMP = Cyclisches Adenosinmonophosphat
- CGRP = Calcitonin Gene-Related Peptide
- Gsα = α-Untereinheit des heterotrimeren Gs-Proteins
- PKA = Proteinkinase A
- RAMP1 = Receptor activity modifying protein 1
- RCP = Receptor component protein
- 5-HT = 5-Hydroxytryptamin (Serotonin)

Inhibitoren im Calcitonin-Gene-Related-Peptide-Signalweg sind Wirkstoffe, welche die Wirkung des Calcitonin Gene-Related Peptide (CGRP) hemmen. Sie heben die blutgefäßerweiternden Eigenschaften des CGRP auf.
Ihr Einsatz in der Akuttherapie oder Prophylaxe der Migräne basiert auf der Beobachtung, dass das Neuropeptid CGRP eine wichtige Rolle an der während einer Migräneattacke pathologischen Erweiterung der meningealen Blutgefäße spielt. Diese Erkenntnis führte zur Entwicklung zweier Wirkstoffgruppen: Antikörper, die gegen das CGRP oder gegen den CGRP-Rezeptor wirken und die niedermolekularen CGRP-Rezeptorantagonisten.

## Kleine Moleküle
Niedermolekulare  Calcitonin-Gene-Related-Peptide-Rezeptorantagonisten (CGRP-Rezeptorantagonisten, Gepante) blockieren antagonistisch die Rezeptoren für CGRP (Calcitonin-Gene-Related-Peptide-Rezeptor, CGRP-Rezeptor). Die Migränewirksamkeit von Olcegepant und Telcacepant wurde erfolgreich in klinischen Studien überprüft. Die Entwicklung von Olcegepant wurde jedoch aufgrund der schlechten oralen Bioverfügbarkeit nicht fortgeführt. Telcagepant war der erste oral wirksame Calcitonin-Gene-Related-Peptide-Rezeptorantagonist, der in klinischen Studien untersucht wurde. Allerdings wurde die klinische Entwicklung aufgrund von Leberwerterhöhung bei Langzeitanwendung nicht weitergeführt. Die Wirkstoffe Ubrogepant und Rimegepant wurden für die Akuttherapie der Migräne entwickelt und sind seit 2019 bzw. 2020 in den USA zugelassen, 2023 folgte das nasal anzuwendende Zavegepant. Zur vorbeugenden Behandlung der episodischen Migräne wurde 2021  Atogepant  in den USA  zugelassen.

Atogepant
Rimegepant
Ubrogepant
Zavegepant

## Monoklonale Antikörper
Die Wirksamkeit der monoklonalen Antikörper Erenumab, Eptinezumab, Fremanezumab und Galcanezumab zur Migräne-Prophylaxe wurde erfolgreich in klinischen Studien überprüft. Eptinezumab, Fremanezumab und Galcanezumab richten sich direkt gegen das Calcitonin Gene-Related Peptide (CGRP-Inhibitoren), während Erenumab den Calcitonin-Gene-Related-Peptide-Rezeptor blockiert.